# Latorre (Aínsa-Sobrarbe)
Latorre (arag. A Torre) – miejscowość w Hiszpanii, w Aragonii, w prowincji Huesca, w comarce Sobrarbe, w gminie Aínsa-Sobrarbe, 121 km od miasta Huesca.
Według danych INE z 2005 roku miejscowość zamieszkiwało 12 osób. Wysokość bezwzględna miejscowości jest równa 560 metrów. Kod pocztowy do miejscowości to 22330.